# N'Golodiana
N'Golodiana è un comune rurale del Mali facente parte del circondario di Kolondiéba, nella regione di Sikasso.